# Coryanthes misasii
Coryanthes misasii är en orkidéart som beskrevs av Gustavo Adolfo Romero och Günter Gerlach. Coryanthes misasii ingår i släktet Coryanthes, och familjen orkidéer. Inga underarter finns listade i Catalogue of Life.